# Ilocos Norte
Ilocos Norte là một tỉnh của Philippines, tỉnh thuộc vùng Ilocos tại góc tây bắc của Luzon. Tỉnh lỵ là thành phố Laoag. Tỉnh giáp với Cagayan và Apayao về phía đông, Abra là Ilocos Sur về phía nam. Tỉnh giáp với Biển Đông về phía tây và eo biển Luzon về phía bắc.
Ilocos được biết đến vì là nơi sinh của cựu Tổng thống Ferdinand E. Marcos, người đã lập ra một thể chế độc tài trên khắp đất nước trong giai đoạn sau của thời kỳ ông cầm quyền. Ilocos Norte còn được biết đến như một địa điểm du lịch ở phía bắc Philiipines, nơi đây có Pháo đài Ilocandia, các khu nghỉ dưỡng cao cấp và sang trọng.

## Lịch sử
Trước khi người Tây Ban Nha đến năm 1571, Ilocos Norte được biết đến bởi các hoạt động giao thương với các thương gia Trung Hoa láng giềng cũng như Nhật Bản. Khu vực trở nên thịnh vượng vì vàng, đồ gốm và tơ lụa. Cư dân trong vùng được cho là có nguồn gốc Mã Lai, họ gọi vùng đất của họ là samtoy, biến thể từ "sao mi toy" nghĩa là "ngôn ngữ của chúng ta"
Sau khi người Tây Ban Nha phát triển đạo Thiên Chúa trong vùng, họ đã tạo ra nhiều cảnh đẹp cho vùng như những nhà thờ hay tháp chuông. Tuy nhiên trên thực tế quá trình thuộc địa hóa diễn ra khá chậm chạp và chưa bao giờ thành công vì sự chống đối liên tục của người dân. Sắc lệnh Hoàng gia được ký ngày 02/02/1818 đã chia tỉnh Ilocos ra làm 2 tỉnh ở phía bắc và phía nam. Sau đó, các tỉnh La Union và Abra cũng được tách ra.

## Nhân khẩu
Mặc dù cư dân Ilocos Norte chủ yếu theo Công giáo La Mã, một vài giáo phái khác cũng có mặt ở đây, đặc biệt là các giáo phái Tin Lành

## Kinh tế
Nền kinh tế tỉnh chủ yếu phụ thuộc vào nông nghiệp với các nông sản nhiệt đới. ngoài ra còn có nghề đánh bắt và chế biến thủy sản, và du lịch.

## Hành chính
Tỉnh có 2 thành phố:
- Laoag
- Batac

21 đô thị tự trị:
| - Adams - Bacarra - Badoc - Bangui - Banna (Espiritu) - Burgos - Carasi - Currimao - Dingras - Dumalneg - Marcos | - Nueva Era - Pagudpud - Paoay - Pasuquin - Piddig - Pinili - San Nicolas - Sarrat - Solsona - Vintar |